# Enciclopedia dell'italiano
L'Enciclopedia dell'italiano, diretta da Raffaele Simone con la collaborazione di Gaetano Berruto e Paolo D'Achille, è un'enciclopedia tematica dedicata alla lingua italiana. 
Si tratta della prima opera monografica di questo tipo su una lingua europea. Le dimensioni considerate sono numerose e originali: storia, strutture, personaggi e autori, varietà regionali e urbane, indirizzi di studio, fenomeni macroscopici e microscopici, media (giornali, tv, radio, cinema, doppiaggio), dialetti, impieghi (pubblicità, enigmistica, canzoni, opera...).
L'enciclopedia raccoglie in ordine alfabetico 750 voci riguardanti l'italiano, visto secondo punti di vista diversi (grammaticale, storico, geolinguistico, letterario, etc.). Le voci sono state redatte da circa 200 autori, ra i maggiori specialisti internazionali dei diversi temi, e sono corredate da una bibliografia.
Divisa in due volumi, è edita dall'Istituto dell'Enciclopedia Italiana (Treccani) ed è stata pubblicata fra il 2010 (il primo volume) e il 2011 (il secondo volume).
Durante l'autunno del 2011 ne è stata prodotta anche un'edizione economica, destinata a un pubblico più vasto e alla distribuzione in libreria. Tale edizione raccoglie l'intero contenuto dell'opera in un unico volume, mantenendo inalterato numero di pagine e impaginazione, ma riportando il solo 2010 come anno di edizione.
A partire dal 2012 i contenuti dell'opera sono consultabili anche online, attraverso il portale tematico Treccani.it.

## Tra gli estensori delle voci
- Stefano Bartezzaghi
- Gaetano Berruto (vice direttore)
- Paolo D'Achille (vice direttore)
- Letizia Lala
- Maria G. Lo Duca
- Marco Mazzoleni
- Michele Prandi
- Luca Serianni
- Claudio Marazzini
- Raffaele Simone (direttore)
- Ugo Vignuzzi